# Фербейн
Фербейн (англ. Ferbane; ирл. An Fear Bán, «белая трава») — (переписной) посёлок в Ирландии, находится в графстве Оффали (провинция Ленстер) у пересечения трасс N62 и R436. Название поселения пошло от белого хлопка, в изобилии растущего в окрестностях болота Аллена.
27 октября 2007 года в Фербейне для танцев под песню Thriller Майкла Джексона собралось 142 человека; ожидается ответ от Книги рекордов Гиннесса — это событие должно войти в неё, побив предыдущий рекорд жителей Торонто.
Местная железнодорожная станция была открыта 29 мая 1884 года, закрыта для пассажиров 27 января 1947 года и окончательно закрыта 1 января 1963 года.

## Демография
Население — 1164 человека (по переписи 2006 года). В 2002 году население составляло 1198.
Данные переписи 2006 года:
| Общие демографические показатели |               |                               |                               |      |      |
| Всё население                    | Всё население | Изменения населения 2002—2006 | Изменения населения 2002—2006 | 2006 | 2006 |
| 2002                             | 2006          | чел.                          | %                             | муж. | жен. |
| 1198                             | 1164          | −34                           | −2,8                          | 561  | 603  |

В нижеприводимых таблицах сумма всех ответов (столбец «сумма»), как правило, меньше общего населения населённого пункта (столбец «2006»).
| Религия (Тема 2 — 5 : Число людей по религиям, 2006) |             |                |             |            |       |      |
| Католики, чел.                                       | Католики, % | Другая религия | Без религии | не указано | сумма | 2006 |
| 1128                                                 | 96,9        | 18             | 7           | 11         | 1164  | 1164 |

| Этно-расовый состав (Этничность. Тема 2 — 3 : Постоянное население по этническому или культурному происхождению, 2006) |            |              |       |        |        |            |       |       |
| Белые ирландцы | Лухт-шулта | Другие белые | Негры | Азиаты | Другие | Не указано | сумма | 2006  |
| 1103 | 8          | 20           | 0     | 6      | 1      | 20         | 1158  | 1164  |
| Доля от всех отвечавших на вопрос, %                                                                                   |            |              |       |        |        |            |       |       |
| 95,3 | 0,7        | 1,7          | 0,0   | 0,5    | 0,1    | 1,7        | 100   | 99,51 |

1 — доля отвечавших на вопрос о языке от всего населения.
| Владение ирландским языком (Тема 3 — 1 : Число людей от 3 лет и старше по способности говорить по-ирландски, 2006) |      |            |       |       |
| Владеете ли Вы ирландским языком?                                                                                  |      |            |       |       |
| Да | Нет  | Не указано | сумма | 2006  |
| 406 | 696  | 25         | 1127  | 1164  |
| Доля от всех отвечавших на вопрос о языке, %                                                                       |      |            |       |       |
| 36,0 | 61,8 | 2,2        | 100   | 96,81 |

1 — доля отвечавших на вопрос о языке от всего населения.
| Использование ирландского языка (Тема 3 — 2 : Говорящие по-ирландски от 3 лет и старше по частоте использования ирландского языка, 2006) |                                                            |                                               |                                               |                                               |                                               |                                               |       |                                     |      |
| Как часто и где Вы говорите по-ирландски?                                                                                                |                                                            |                                               |                                               |                                               |                                               |                                               |       |                                     |      |
| ежедневно, только в образовательных учреждениях                                                                                          | ежедневно, как в образовательных учреждениях, так и вне их | в других местах (вне образовательной системы) | в других местах (вне образовательной системы) | в других местах (вне образовательной системы) | в других местах (вне образовательной системы) | в других местах (вне образовательной системы) | сумма | всего, отвечавших на вопрос о языке | 2006 |
| ежедневно, только в образовательных учреждениях                                                                                          | ежедневно, как в образовательных учреждениях, так и вне их | ежедневно                                     | каждую неделю                                 | реже                                          | никогда                                       | не указано                                    | сумма | всего, отвечавших на вопрос о языке | 2006 |
| 92 | 7                                                          | 1                                             | 15                                            | 169                                           | 114                                           | 8                                             | 406   | 1127                                | 1164 |
| Доля от всех отвечавших на вопрос о языке, %                                                                                             |                                                            |                                               |                                               |                                               |                                               |                                               |       |                                     |      |
| 8,2 | 0,6                                                        | 0,1                                           | 1,3                                           | 15,0                                          | 10,1                                          | 0,7                                           | 36,0  | 100                                 |      |

| Типы частных жилищ (Тема 6 — 1(a) : Число частных домовладений по типу размещения, 2006) |          |         |                 |            |       |      |
| Отдельный дом                                                                            | Квартира | Комната | Переносные дома | не указано | сумма | 2006 |
| 375                                                                                      | 9        | 0       | 3               | 6          | 393   | 1164 |